# Hilton of Cadboll Stone

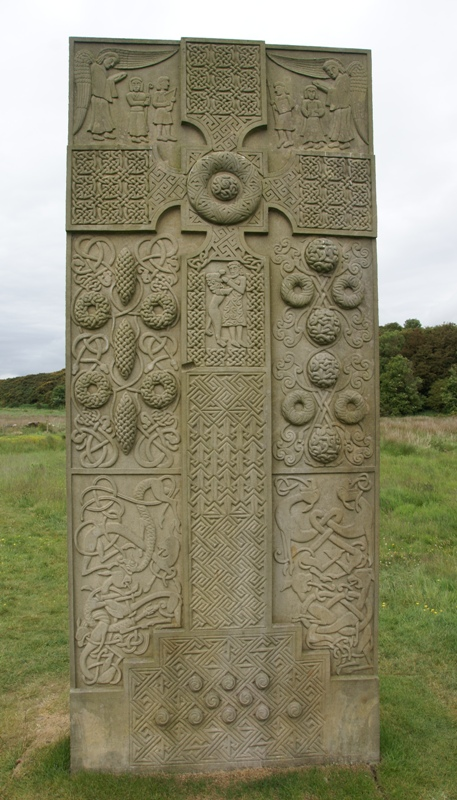
Replica van de Hilton of Cadboll Stone: voorzijde met kruis.

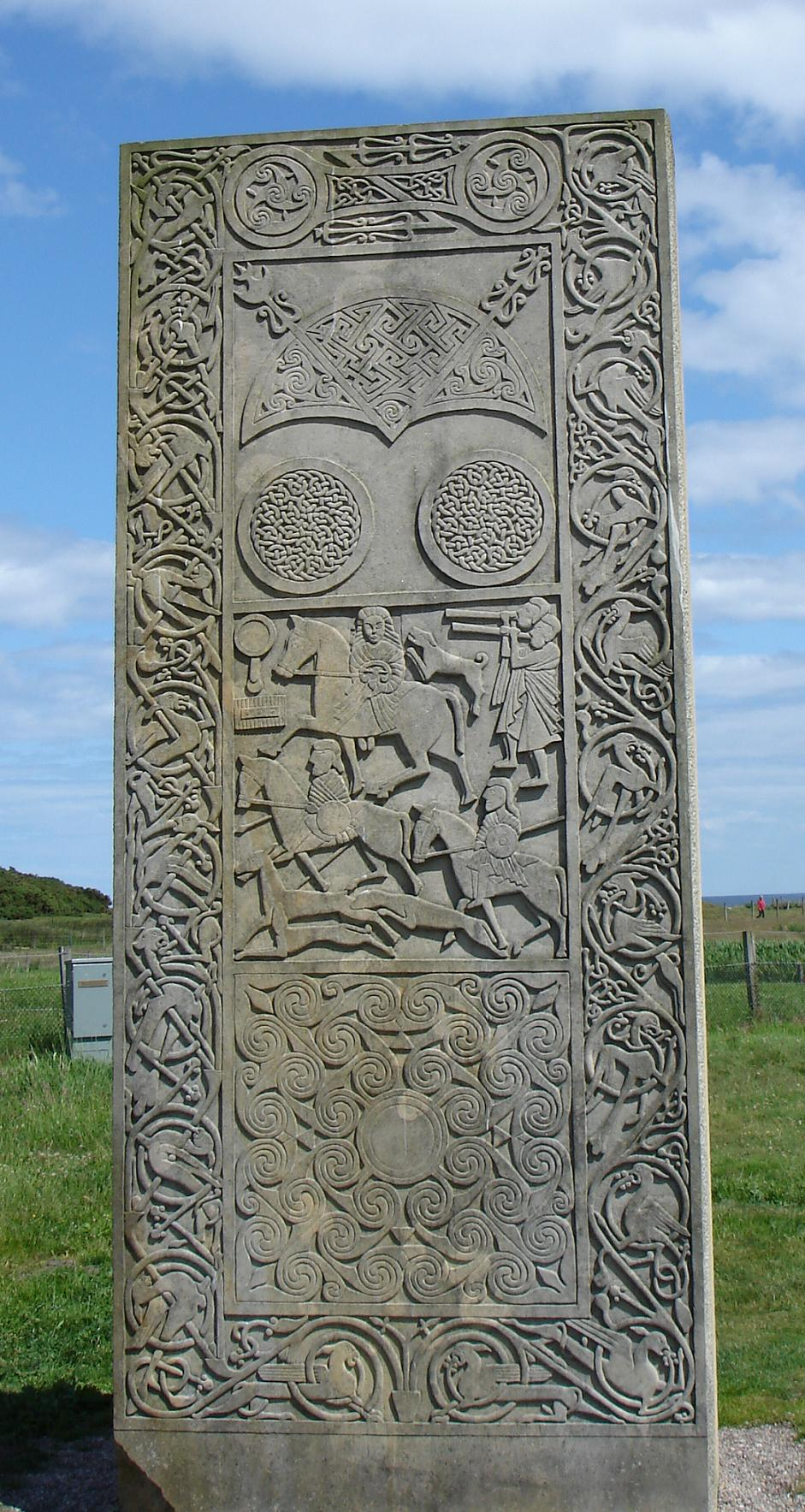
Replica van de Hilton of Cadboll Stone: achterzijde met jachtscène.

De Hilton of Cadboll Stone is een klasse II Pictische steen, gevonden in Hilton of Cadboll, 19 kilometer ten noordoosten van Invergordon, Ross and Cromarty in de Schotse regio Highland.

## Geschiedenis
De Hilton of Cadboll Stone werd in de late achtste of in de negende eeuw gemaakt door de Picten.
Al in de Middeleeuwen werd er vermelding gemaakt van de steen bij de Hilton of Cadboll Chapel, totdat de steen in 1676 omver werd gehaald. De zijde met het kruis werd vlak gemaakt om er een liggende grafsteen van te maken. De grafsteen werd gebruikt voor het graf van ene Alexander Duff en zijn drie vrouwen. De tekst werd aangebracht op de vlak gemaakte zijde.
Tot 1811 lag de steen bij de kust, daarna werd de steen verplaatst naar Invergordon Castle en later naar Edinburgh.
Archeologisch onderzoek ten westen van de Hilton of Cadboll Chapel leverde in 2001 het voetstuk van de steen op en enige duizenden fragmenten, inclusief fragmenten van de vlak gemaakte zijde, waarop oorspronkelijk een kruis stond.

## Beschrijving
De Hilton of Cadboll Stone is gemaakt van een rechthoekig stuk rode zandsteen afkomstig uit Moray. De steen is 2,4 meter hoog en 1,4 meter breed.
De voorzijde toont een kruis.
De achterzijde is onderverdeeld in enkele panelen. Het middelste paneel toont een jachtscène met een vrouwelijke ruiter. Zij draagt een broche en zit te paard met beide benen aan de linkerzijde van het paard. Het is zeldzaam dat een vrouw wordt afgebeeld op een pictische steen, wellicht betreft het hier een koninklijke jachtpartij. Links van de vrouw zijn de pictische symbolen van een kam en een spiegel afgebeeld. Rechts van haar staan twee herauten. Eronder staan nog een paar ruiters afgebeeld en een aantal honden die een hert aanvallen.
De rand van de steen wordt gevormd door ranken in een kader.
In het bovenste paneel aan de achterzijde bevinden zich een aantal pictische symbolen, namelijk de dubbele discus met Z-staaf, de maan met V-staaf en twee enkele discussen.
In het onderste paneel zijn allerlei spiralen afgebeeld.

## Beheer
De Hilton of Cadboll Stone bevindt zich in de National Museum of Scotland in Edinburgh. Het voetstuk wordt beheerd door de Historic Hilton Trust en bevindt zich in de Seaboard Memorial Hall in Balintore.
Een replica is geplaatst bij de Hilton of Cadboll Chapel waar het origineel was gevonden. De replica is gemaakt door Barry Grove in 2002.